# Daniel Pawłowiec
Daniel Mirosław Pawłowiec (Szczecin; 7 de Novembro de 1978 — ) é um político da Polónia. Ele foi eleito para a Sejm em 25 de Setembro de 2005 com 5685 votos em 11 no distrito de Sieradz, candidato pelas listas do partido Liga Polskich Rodzin.